# زيوغولاشن (كورينثيا)
زيوغولاشن (Ζευγολατείον) هي مدينة في كورينثيا في مقاطعة كينتريكي إلادا في اليونان.
يبلغ عدد سكانها حوالي 4066 نسمة.